# Memil guksu
 (février 2015).
Si vous disposez d'ouvrages ou d'articles de référence ou si vous connaissez des sites web de qualité traitant du thème abordé ici, merci de compléter l'article en donnant les références utiles à sa vérifiabilité et en les liant à la section « Notes et références ».

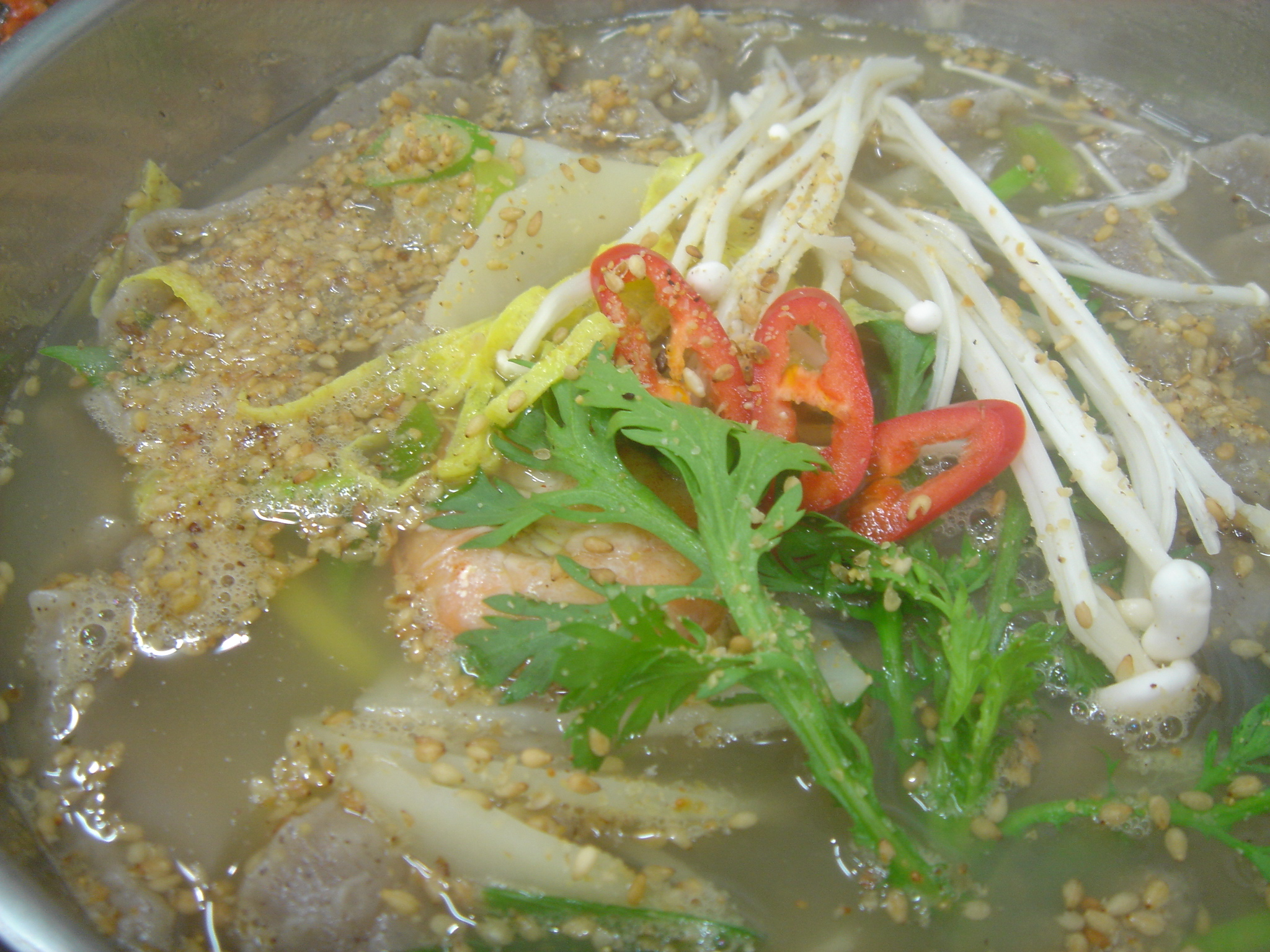
Plat de memil guksu.

Les memil guksu (메밀국수, de 메밀 memil, « sarrasin » et guksu, 국수, « nouille ») sont des pâtes de sarrasin coréennes, proches des soba japonaises.
Elles sont mangées froides, assaisonnées de piment, huile de sésame et autres ingrédients, ou encore chaudes.